# فرانك أوليفر فولر
فرانك أوليفر فولر هو فلاح وسياسي كندي، ولد في 14 ديسمبر 1861 في كندا، وتوفي في 18 فبراير 1945.